# 利島
利島（としま）は、伊豆諸島に属する日本の有人島である。

## 地理

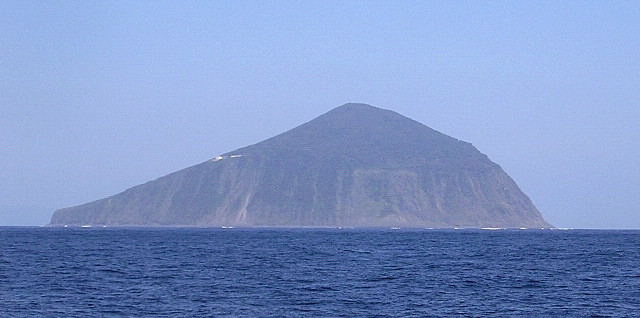
海上から見た利島の全景。

伊豆七島の一つであり、行政区画は東京都・利島村に属する。
東京から144km、伊豆大島から南に27kmにある島で「外島」と書かれることもある。面積4.12平方キロメートル、外周7.7キロメートル。
伊豆七島では最小の島であり、最高峰の宮塚山（標高507.5メートル）を中心とした円錐形の火山島（複成火山）である。
島の周囲は高さ200メートルの海食崖に囲まれ、良質な港に恵まれずに天候が悪化すると定期船でも通過することがあり、100メートル級の桟橋が完成したのも昭和56年（1981年）のことであった。
それでも、古くから人が定住していたことが知られ、大石山遺跡・ケッサイ山遺跡などの古代集落の跡が確認できる。

## 自然環境
島の全体を豊かな照葉樹林が覆い、特に椿が島の8割を占めていると言われ、椿油が島の特産品になっている。サクユリの栽培も盛んであり、本島に由来する「サクユリシントシマ」という品種も存在する。また、本島産のノコギリクワガタは、伊豆諸島の南部に見られるミヤケノコギリクワガタとは異なり原名亜種とされている。
海食崖の南斜面にはオオミズナギドリの生息地がある。
他の伊豆諸島の島々と同様にミナミハンドウイルカが定着しており、アオウミガメも見られるためにイルカウォッチングやダイビングツアーにおける遭遇率も比較的に高い。サメなども見られる。また、利島の周囲にもクジラが生息しているが船舶との衝突の危険性もあるため、一帯は航行上の要注意海域の一つとして見なされている。
昭和初期にはノネズミによる農業被害が顕著となり、イタチを放獣して退治した記録も残る。ニホンイタチは、伊豆諸島においては伊豆大島にのみ在来種として自然分布している。